# Liguilla Pre-Libertadores 1987 (Chile)
La Liguilla Pre-Libertadores 1987 fue la 13.ª versión de la Liguilla Pre-Libertadores, torneo clasificatorio para Copa Libertadores de América organizado por la Asociación Nacional de Fútbol Profesional. Se disputó entre los días 3 y 10 de febrero de 1988.
El ganador de esta edición fue Colo-Colo, que ocupó el primer lugar en este mini-torneo que se jugó todos contra todos.

## Equipos participantes
| Equipo               | Vía de clasificación                               |
| -------------------- | -------------------------------------------------- |
| Colo-Colo            | Segundo lugar de la Primera División de Chile 1987 |
| Cobreloa             | Tercer lugar de la Primera División de Chile 1987  |
| Cobresal             | Cuarto lugar de la Primera División de Chile 1987  |
| Universidad de Chile | Quinto lugar de la Primera División de Chile 1987  |

## Resultados
Fecha 1
| 3 de febrero de 1988 | Universidad de Chile | 1:0 (1:0) | Cobresal | Estadio Nacional, Santiago                                |                                                           |
|                      | Valdir Pereira 12'   |           |          | Asistencia: 40.476 espectadores Árbitro(s): Gastón Castro | Asistencia: 40.476 espectadores Árbitro(s): Gastón Castro |

| 3 de febrero de 1988 | Colo-Colo                                     | 3:0 (1:0) | Cobreloa | Estadio Nacional, Santiago                                       |                                                                  |
|                      | Montenegro 16' · Dabrowski 85' · Jáuregui 87' |           |          | Asistencia: 40.476 espectadores Árbitro(s): Hernán Silva (Chile) | Asistencia: 40.476 espectadores Árbitro(s): Hernán Silva (Chile) |

Fecha 2
| 5 de febrero de 1988 | Cobreloa | 1:0 (0:0) | Cobresal | Estadio Nacional, Santiago                                              |                                                                         |
|                      | Pino 69' |           |          | Asistencia: 68.502 espectadores Árbitro(s): Salvadro Imperatore (Chile) | Asistencia: 68.502 espectadores Árbitro(s): Salvadro Imperatore (Chile) |

| 5 de febrero de 1988 | Colo-Colo | 0:0 | Universidad de Chile | Estadio Nacional, Santiago                                       |  |
|                      |           |     |                      | Asistencia: 68.502 espectadores Árbitro(s): Víctor Ojeda (Chile) |  |

Fecha 3
| 10 de febrero de 1988 | Cobreloa        | 1:0 (1:0) | Universidad de Chile | Estadio Nacional, Santiago                                        |                                                                   |
|                       | A. González 21' |           |                      | Asistencia: 45.968 espectadores Árbitro(s): Enrique Marín (Chile) | Asistencia: 45.968 espectadores Árbitro(s): Enrique Marín (Chile) |

| 10 de febrero de 1988 | Colo-Colo                         | 2:0 (1:0) | Cobresal | Estadio Nacional, Santiago                                         |                                                                    |
|                       | Jáuregui 34' · Pizarro 64' (pen.) |           |          | Asistencia: 45.968 espectadores Árbitro(s): Sergio Vásquez (Chile) | Asistencia: 45.968 espectadores Árbitro(s): Sergio Vásquez (Chile) |

## Tabla de posiciones
| Pos | Equipo               | PJ | PG | PE | PP | GF | GC | Dif | Pts |
| --- | -------------------- | -- | -- | -- | -- | -- | -- | --- | --- |
| 1   | Colo-Colo            | 3  | 2  | 1  | 0  | 5  | 0  | 5   | 5   |
| 2   | Cobreloa             | 3  | 2  | 0  | 1  | 2  | 3  | -1  | 4   |
| 3   | Universidad de Chile | 3  | 1  | 1  | 1  | 1  | 1  | 0   | 3   |
| 4   | Cobresal             | 3  | 0  | 0  | 3  | 0  | 4  | -4  | 0   |

PJ=Partidos jugados; PG=Partidos ganados; PE=Partidos empatados; PP=Partidos perdidos; GF=Goles a favor; GC=Goles en contra; Dif=Diferencia de gol; Pts=Puntos
|  | Clasifica a la Copa Libertadores 1988 |

## Ganador
| Chile                                   |
| Ganador Colo-Colo                       |
| Clasificado a la Copa Libertadores 1988 |